# Raul Cortez
Raul Christiano Machado Cortez (São Paulo, 28 de agosto de 1932 – São Paulo, 18 de julho de 2006) foi um ator, produtor e diretor brasileiro. Ao longo de sua carreira ganhou os principais prêmios do país, incluindo dois Troféus Imprensa, três Prêmios APCA, cinco Prêmios Molière, um Prêmio Qualidade Brasil e um Troféu Candango do Festival de Brasília, além de ter recebido duas indicações ao Grande Otelo e duas indicações ao Prêmio Guarani.

## Biografia
Raul Cortez era o mais velho de seis irmãos, Rui Celso, Lúcia, Pedro, Regina e Jô Cortez. É o pai da também atriz Lígia Cortez, fruto do seu casamento com a atriz Célia Helena, e de Maria, com Tânia Caldas. Raul Cortez tem duas netas, filhas de Lígia: Vitória e Clara. Era abertamente bissexual e falou sobre o tema em fevereiro de 1980 para a Revista VEJA: Atração é uma coisa que está no ar. Ninguém pode impor que a gente vá gostar só de homens ou transar só com mulheres.
Cortez trabalhou em 66 peças teatrais, 20 telenovelas, seis minisséries, 28 filmes e ganhou vários prêmios, entre eles cinco Molière – a mais importante premiação do teatro brasileiro.

## Carreira

### Atuação nos palcos

Raul Cortez encenando A Hora e Vez de Augusto Matraga, em 1986

Ia ser advogado, mas aos 22 anos decidiu trocar os tribunais pelo palco. A estreia foi em 1955 e no ano seguinte já fez o primeiro papel no cinema, em O Pão que o Diabo Amassou. Em 1965, foi Joaquim em Vereda da Salvação, em 1969 encarnou um travesti na peça Os Monstros e em 1970 fez o primeiro nu do teatro brasileiro em O Balcão, de Jean Genet.
Na década seguinte recebeu vários prêmios, mas a consagração veio da mão da peça Rasga Coração (1979), no Teatro Sérgio Cardoso, em São Paulo. Última escrita pelo mestre Oduvaldo Vianna Filho, na qual contracenou com Lucélia Santos, interpretando o amargurado funcionário público e ex-militante comunista Maguary Pistolão. A cena final, escrita por Vianinha, foi marcante: o funcionário público aparece nu amarrado por cordas nos pés e dependurado no ponto mais alto do palco.

### Televisão
Após participar de algumas telenovelas nas emissoras Excelsior, Bandeirantes e Tupi, Raul Cortez estreou na Rede Globo em outubro de 1978 no especial "Ciranda Cirandinha" no papel do pai de Tati, personagem principal vivida pela atriz Lucélia Santos. Dois anos depois, em 1980, protagonizou ao lado de Reginaldo Faria a novela de Gilberto Braga, Água-Viva, na qual interpretou o cirurgião plástico Miguel Fragonard. Com este trabalho alcançou notoriedade e reconhecimento do público, tornando-se uma estrela da televisão.
Para isso também contribuíram papéis em Baila Comigo (1981), de Manoel Carlos, um amigo de 40 anos, que chegou a convidá-lo para participar de Partido Alto (1984), primeira novela de Aguinaldo Silva. Posteriormente, de 1993 a 1995 foi apresentador fixo do programa Você Decide.
Os mega-vilões Virgílio Assunção, de Mulheres de Areia (1993), e Geremias Berdinazzi, de O Rei do Gado (1996), aumentaram sua fama internacional, particularmente na Rússia, onde ambas as novelas atingiram enorme audiência no país. Terra Nostra, uma das tramas mais vendidas da Globo, o levou aos cinco continentes com outro italiano: Francesco Magliano.
Em 2004 participou da novela Senhora do Destino interpretando Pedro Correia de Andrade e Couto (o Barão de Bonsucesso). Em 2005, precisou suspender temporariamente sua participação devido ao avanço da doença que causaria sua morte tempos depois.
Tudo parecia relativamente resolvido, pois ainda retornaria às telas em 2006 interpretando Antônio Carlos, na minissérie JK, a biografia do ex-Presidente Juscelino Kubitschek.
É considerado um dos maiores atores brasileiros de todos os tempos. Raul morreu às vésperas de completar cinquenta anos de carreira, em decorrência do agravamento de um câncer no pâncreas, contra o qual lutava havia cerca de quatro anos.
Apesar de ser descendente de espanhóis e portugueses, foram marcantes os personagens italianos em telenovelas como O Rei do Gado, Terra Nostra e Esperança.

### Doença e morte
Em dezembro de 2004, Raul Cortez foi operado para a remoção de um tumor na região do pâncreas e do intestino delgado, seguindo-se um tratamento quimioterápico. Em 30 de junho de 2006 foi novamente internado e faleceu no hospital Sírio-Libanês, na capital paulista, em 18 de julho de 2006. Meses após sua morte, Raul Cortez foi homenageado pela Prefeitura de Duque de Caxias por meio do nome do Teatro Municipal Raul Cortez, obra de Oscar Niemeyer.[carece de fontes?]

### Política
Ao lado de Regina Duarte, Raul Cortez apoiou José Serra nas eleições presidenciais de 2002.

## Filmografia

### Televisão
| Ano  | Título                     | Personagem                                                   | Emissora          |
| ---- | -------------------------- | ------------------------------------------------------------ | ----------------- |
| 1966 | Ninguém Crê em Mim         | Cássio                                                       | Rede Excelsior    |
| 1967 | Os Miseravéis              | Gavroche Monserá                                             | Rede Bandeirantes |
| 1970 | Toninho on the Rocks       | Padre Lírio                                                  | Rede Tupi         |
| 1972 | Vitória Bonelli            | Jaime Bonelli                                                | Rede Tupi         |
| 1973 | A Volta de Beto Rockfeller | Aluísio                                                      | Rede Tupi         |
| 1976 | Xeque-Mate                 | Sebastião                                                    | Rede Tupi         |
| 1976 | Tchan, a Grande Sacada     | Aquilino                                                     | Rede Tupi         |
| 1978 | Ciranda Cirandinha         | Alfredo (ep: "O Que Que eu faço da Minha Vida?")             | Rede Globo        |
| 1980 | Água Viva                  | Miguel Fragonard                                             | Rede Globo        |
| 1981 | Baila Comigo               | Joaquim Gama (Quim)                                          | Rede Globo        |
| 1981 | Jogo da Vida               | Carlos Madureira (Carlito)                                   | Rede Globo        |
| 1983 | Moinhos de Vento           | Ronaldo                                                      | Rede Globo        |
| 1983 | Sabor de Mel               | Dr. Alberto Brandão                                          | Rede Bandeirantes |
| 1984 | Partido Alto               | Célio Cruz                                                   | Rede Globo        |
| 1987 | Brega & Chique             | Herbert Alvaray / Mário Francis / Cláudio Serra / Isaac Brum | Rede Globo        |
| 1987 | Mandala                    | Pedro Bergman                                                | Rede Globo        |
| 1990 | A, E, I, O... Urca         | Jofre Monteiro                                               | Rede Globo        |
| 1990 | Rainha da Sucata           | Jonas Scott Queiroz                                          | Rede Globo        |
| 1991 | O Sorriso do Lagarto       | Ângelo Marcos Jardim                                         | Rede Globo        |
| 1992 | Perigosas Peruas           | Cartomante                                                   | Rede Globo        |
| 1992 | As Noivas de Copacabana    | José Carlos Montese                                          | Rede Globo        |
| 1993 | Mulheres de Areia          | Virgílio Assunção                                            | Rede Globo        |
| 1993 | Agosto                     | Antônio do Mercado                                           | Rede Globo        |
| 1996 | O Rei do Gado              | Geremias Berdinazzi                                          | Rede Globo        |
| 1999 | Terra Nostra               | Francesco Magliano                                           | Rede Globo        |
| 2001 | Os Maias                   | Eça de Queirós                                               | Rede Globo        |
| 2001 | As Filhas da Mãe           | Arthur Brandão                                               | Rede Globo        |
| 2002 | Esperança                  | Genaro Campello                                              | Rede Globo        |
| 2004 | Um Só Coração              | Rogério                                                      | Rede Globo        |
| 2004 | Senhora do Destino         | Pedro Correia de Andrade e Couto, Barão de Bonsucesso        | Rede Globo        |
| 2006 | JK                         | Antônio Carlos Ribeiro de Andrade                            | Rede Globo        |

### Cinema
| Ano  | Título                                    | Personagem                |
| ---- | ----------------------------------------- | ------------------------- |
| 1957 | O Pão que o Diabo Amassou                 | [ 8 ]                     |
| 1964 | Vereda da Salvação                        | Joaquim                   |
| 1966 | O Anjo Assassino                          | Victor                    |
| 1966 | Lima Barreto - Trajetória                 | Narrador                  |
| 1967 | O Caso dos Irmãos Naves                   | Joaquim Naves             |
| 1968 | Brasil Ano 2000                           | Conservador de documentos |
| 1968 | Capitu                                    | Escobar                   |
| 1968 | Cristo de Lama                            |                           |
| 1968 | Desesperato                               | Antônio de Medeiros       |
| 1968 | O Homem que Comprou o Mundo               | Primeiro ministro         |
| 1969 | Tempo de Violência                        | Chefe                     |
| 1970 | A Arte de Amar Bem                        | Rodrigo                   |
| 1970 | Beto Rockefeller                          | Fotógrafo                 |
| 1971 | Roberto Carlos a 300 quilômetros por hora | Rodolfo                   |
| 1972 | A Infidelidade ao Alcance de Todos        | Carlão                    |
| 1972 | Janaína - A Virgem Proibida               | Raul                      |
| 1976 | O Seminarista                             | Padre                     |
| 1978 | Pecado Sem Nome                           | Delegado                  |
| 1979 | Os Trombadinhas                           | Juiz                      |
| 1982 | Amor de Perversão                         |                           |
| 1983 | Aguenta, Coração                          |                           |
| 1984 | Tensão no Rio                             | Eduardo Escosteguy        |
| 1987 | Os Trapalhões no Auto da Compadecida      | Major Antônio Morais      |
| 1987 | Os Trapalhões no Auto da Compadecida      | Diabo                     |
| 1987 | Vera                                      | Professor Paulo Trauberg  |
| 1989 | Jardim de Alah                            | Dr. Flávio                |
| 1991 | A Grande Arte                             | Lima Prado                |
| 1995 | Cinema de Lágrimas                        | Rodrigo                   |
| 2000 | Imminente Luna                            | Mathias                   |
| 2001 | Lavoura Arcaica                           | Pai de André              |
| 2004 | O Outro Lado da Rua                       | Camargo                   |
| 2004 | Person                                    | Ele mesmo                 |
| 2008 | Garoto Cósmico                            | Giramundos (voz)          |
| 2008 | Identificados                             |                           |

## Teatro
- 2004 - A Meia Noite Um Solo de Sax Na minha Cabeça
- 2000 - Rei Lear
- 1999 - Um Certo Olhar - Pessoa e Lorca
- 1997 - Cheque ou Mate
- 1993 - Greta Garbo quem Diria Acabou no Irajá
- 1992 - Luar em Preto e Branco
- 1991 - As Boas
- 1990 - M. Butterfly
- 1987 - O Lobo de Ray-Ban
- 1986 - Drácula
- 1986 - A Hora e Vez de Augusto Matraga
- 1985 - Ah! Mérica
- 1982 - Amadeus
- 1979 - Rasga Coração
- 1978 - Quem Tem Medo de Virginia Woolf?
- 1978 - A Chuva
- 1976 - A Noite dos Campeões
- 1975 - Lição de Anatomia
- 1975 - O Estranho
- 1974 - Greta Garbo quem Diria Acabou no Irajá
- 1973 - Hoje é Dia de Rock
- 1972 - Gracias Senhor
- 1971 - Galileu Galilei
- 1971 - Don Juan
- 1970 - Rapazes da Banda
- 1969 - O Balcão
- 1968 - Os Monstros
- 1967 - Black Out
- 1966 - Os Corruptos
- 1966 - Júlio César
- 1965 - Os Físicos
- 1965 - A Grande Chantagem
- 1965 - Zôo Story
- 1964 - Vereda da Salvação
- 1964 - Pena que Ela Seja Uma Puta
- 1963 - Pequenos Burgueses
- 1963 - César e Cleópatra
- 1962 - Tiro e Queda
- 1962 - O Pagador de Promessas
- 1962 - Balanço de Orfeu
- 1962 - Yerma
- 1961 - Inimigos Íntimos
- 1961 - Boca de Ouro
- 1961 - Código Penal, Artigo 240
- 1961 - O Exercício para Cinco Dedos
- 1960 - Bezerro de Ouro
- 1960 - Os Jograis de São Paulo
- 1959 - O Santo e a Porca
- 1959 - A Compadecida
- 1959 - A Dama das Camélias
- 1959 - Maria Stuart
- 1959 - Santa Marta Fabril
- 1958 - Interesses Criados
- 1958 - Pedreira das Almas
- 1958 - O Outro Lado da Rua
- 1958 - A Morte do Caxeiro Viajante
- 1958 - Revolução dos Beatos
- 1957 - Rua São Luís 27 / 8º andar
- 1957 - A Rainha e os Rebeldes
- 1957 - As Provas de Amor
- 1957 - Leonor de Mendonça
- 1956 - O Diário de Anne Frank
- 1956 - Hamlet
- 1956 - Eurídice
- 1955 - Está Lá Fora o Inspetor
- 1955 - Dias Felizes
- 1955 - O Impetuoso Capitão Tic

## Prêmios e Indicações
| Ano  | Premiação                                               | Categoria                | Nomeações                                                     | Resultado |
| ---- | ------------------------------------------------------- | ------------------------ | ------------------------------------------------------------- | --------- |
| 1962 | Prêmio Associação Paulista de Críticos de Teatro (APCT) | Melhor Ator Coadjuvante  | Yerma                                                         | Venceu    |
| 1963 | Prêmio Saci                                             | Melhor Ator Coadjuvante  | Pequenos Burgueses                                            | Venceu    |
| 1963 | Prêmio Governador do Estado de São Paulo                | Melhor Ator Coadjuvante  | Pequenos Burgueses                                            | Venceu    |
| 1963 | Prêmio Associação Paulista de Críticos de Teatro (APCT) | Melhor Ator Coadjuvante  | Pequenos Burgueses                                            | Venceu    |
| 1963 | Prêmio Revista do Globo                                 | Melhor Ator Coadjuvante  | Pequenos Burgueses                                            | Venceu    |
| 1964 | Prêmio Saci                                             | Melhor Ator              | Vereda da Salvação                                            | Indicado  |
| 1968 | Festival de Cinema de Brasília                          | Melhor Ator Coadjuvante  | Capitu                                                        | Venceu    |
| 1970 | Prêmio Molière                                          | Melhor Ator              | Os Rapazes da Banda                                           | Venceu    |
| 1974 | Prêmio APCA                                             | Melhor Ator              | Greta Garbo, Quem Diria, Acabou no Irajá e Leonor de Mendonça | Venceu    |
| 1976 | Prêmio Molière                                          | Melhor Ator              | A Noite dos Campeões                                          | Venceu    |
| 1976 | Prêmio Governador do Estado de São Paulo                | Melhor Ator              | A Noite dos Campeões                                          | Venceu    |
| 1978 | Prêmio Mambembe                                         | Melhor Ator              | Quem Tem Medo de Virgínia Woolf?                              | Venceu    |
| 1978 | Prêmio Ziembinski de Teatro                             | Melhor Ator              | Quem Tem Medo de Virgínia Woolf?                              | Venceu    |
| 1978 | Prêmio APCA                                             | Melhor Ator              | Quem Tem Medo de Virgínia Woolf?                              | Venceu    |
| 1978 | Prêmio Molière                                          | Melhor Ator              | Quem Tem Medo de Virgínia Woolf?                              | Venceu    |
| 1978 | Prêmio Governador do Estado de São Paulo                | Melhor Ator              | Quem Tem Medo de Virgínia Woolf?                              | Venceu    |
| 1979 | Prêmio Molière                                          | Melhor Ator              | Rasga Coração                                                 | Venceu    |
| 1979 | Prêmio Mambembe                                         | Melhor Ator              | Rasga Coração                                                 | Venceu    |
| 1981 | Troféu Imprensa                                         | Melhor Ator              | Água Viva                                                     | Indicado  |
| 1982 | Troféu Roquette Pinto                                   | Melhor Ator de Teatro    | Amadeus                                                       | Venceu    |
| 1985 | Prêmio Mambembe                                         | Melhor Ator              | Ah! Mérica                                                    | Indicado  |
| 1988 | Prêmio Mambembe                                         | Melhor Ator              | O Lobo de Ray-Ban                                             | Venceu    |
| 1988 | Prêmio Molière                                          | Melhor Ator              | O Lobo de Ray-Ban                                             | Venceu    |
| 1991 | Prêmio Shell de Teatro – SP                             | Melhor Ator              | As Boas                                                       | Venceu    |
| 1996 | Prêmio TV Press                                         | Melhor Ator              | O Rei do Gado                                                 | Venceu    |
| 1996 | Prêmio Melhores da Revista da TV - O Globo              | Melhor Ator              | O Rei do Gado                                                 | Venceu    |
| 1997 | Prêmio Contigo! de TV                                   | Melhor Ator              | O Rei do Gado                                                 | Venceu    |
| 1997 | Troféu Imprensa                                         | Melhor Ator              | O Rei do Gado                                                 | Venceu    |
| 1997 | Prêmio APCA                                             | Melhor Ator de Televisão | O Rei do Gado                                                 | Venceu    |
| 2000 | Troféu Imprensa                                         | Melhor Ator              | Terra Nostra                                                  | Venceu    |
| 2002 | Prêmio Arte Qualidade Brasil - SP                       | Melhor Ator              | Esperança                                                     | Venceu    |
| 2002 | Prêmio TV Press                                         | Melhor Ator              | Esperança                                                     | Venceu    |
| 2002 | Prêmio Master - Jornal dos Clubes                       | Conjunto da Obra         | Esperança                                                     | Venceu    |
| 2002 | Melhores do Ano                                         | Melhor Ator              | Esperança                                                     | Indicado  |
| 2002 | Grande Prêmio do Cinema Brasileiro                      | Melhor Ator              | Lavoura Arcaica                                               | Indicado  |
| 2003 | Prêmio Guarani de Cinema Brasileiro                     | Melhor Ator Coadjuvante  | Lavoura Arcaica                                               | Indicado  |
| 2003 | Prêmio Contigo! de TV                                   | Melhor Ator              | Esperança                                                     | Venceu    |
| 2003 | Troféu Imprensa                                         | Melhor Ator              | Esperança                                                     | Indicado  |
| 2003 | Troféu Internet                                         | Melhor Ator              | Esperança                                                     | Venceu    |
| 2005 | Prêmio Contigo! de TV                                   | Melhor Ator Coadjuvante  | Senhora do Destino                                            | Venceu    |
| 2005 | Troféu Super Cap de Ouro                                | Melhor Ator              | Senhora do Destino                                            | Venceu    |
| 2005 | Grande Prêmio do Cinema Brasileiro                      | Melhor Ator              | O Outro Lado da Rua                                           | Indicado  |
| 2005 | Prêmio Guarani de Cinema Brasileiro                     | Melhor Ator              | O Outro Lado da Rua                                           | Indicado  |